# Coppa Italia di pallacanestro maschile 1984
La Coppa Italia 1983-1984 è stata l'ottava edizione della competizione di pallacanestro maschile.

## Gironi eliminatori
11, 18, 25 settembre, 12, 19 e 26 ottobre 1983

## Girone 1
- Berloni Torino-Binova Bergamo 120-97
- Berloni Torino-American Eagle Vigevano 111-86
- Binova Bergamo-Berloni Torino 89-93
- Binova Bergamo-American Eagle Vigevano 104-102
- American Eagle Vigevano-Berloni Torino 103-113
- American Eagle Vigevano-Binova Bergamo 100-101

CLASSIFICA
Berloni Torino 8 Binova Bergamo 4 American Eagle Vigevano 0

## Girone 2
- Simmenthal Brescia-Lebole Mestre 80-75
- Simmenthal Brescia-Vicenzi Verona 85-74
- Lebole Mestre-Simmenthal Brescia 83-68
- Lebole Mestre-Vicenzi Verona 90-93
- Vicenzi Verona-Simmenthal Brescia 79-85
- Vicenzi Verona-Lebole Mestre 92-102

CLASSIFICA
Simmenthal Brescia 6 Lebole Mestre 4 Vicenzi Verona 2

## Girone 3
- San Benedetto Gorizia-Benetton Treviso 73-70
- San Benedetto Gorizia-A.P.U. Udine 77-83
- Benetton Treviso-San Benedetto Gorizia 78-64
- Benetton Treviso-A.P.U. Udine 86-84
- A.P.U. Udine-San Benedetto Gorizia 95-89
- A.P.U. Udine-Benetton Treviso 79-84

CLASSIFICA
Benetton Treviso 6 A.P.U. Udine 4 San Benedetto Gorizia 2

## Girone 4
- Granarolo Bologna-Yoga Bologna 92-76
- Granarolo Bologna-Mangiaebevi Ferrara 117-101
- Yoga Bologna-Granarolo Bologna 79-99
- Yoga Bologna-Mangiaebevi Ferrara 89-83
- Mangiaebevi Ferrara-Granarolo Bologna 80-85
- Mangiaebevi Ferrara-Yoga Bologna 91-100

CLASSIFICA
Granarolo Bologna 8 Yoga Bologna 4 Mangiaebevi Ferrara 0

## Girone 5
- Latini Forlì-Cantine Riunite Reggio Emilia 74-79
- Latini Forlì-Marr Rimini 86-80
- Cantine Riunite Reggio Emilia-Latini Forlì 98-81
- Cantine Riunite Reggio Emilia-Marr Rimini 82-77
- Marr Rimini-Latini Forlì 61-68
- Marr Rimini-Cantine Riunite Reggio Emilia 83-72

CLASSIFICA
Cantine Riunite Reggio Emilia 6 Latini Forlì 4 Marr Rimini 2

## Girone 6
- Peroni Livorno-Sapori Siena 87-89
- Peroni Livorno-Rapident Livorno 86-82
- Sapori Siena-Peroni Livorno 73-84
- Sapori Siena-Rapident Livorno 55-79
- Rapident Livorno-Peroni Livorno 83-79
- Rapident Livorno-Sapori Siena 59-84

CLASSIFICA
Peroni Livorno 4 Rapident Livorno 4 Sapori Siena 4

## Girone 7
- Honky Fabriano-Cottorella Rieti 100-74
- Honky Fabriano-Italcable Perugia 81-79
- Cottorella Rieti-Honky Fabriano 81-79
- Cottorella Rieti-Italcable Perugia 101-99
- Italcable Perugia-Honky Fabriano 85-80
- Italcable Perugia-Cottorella Rieti 94-81

CLASSIFICA
Honky Fabriano 4 Italcable Perugia 4 Cottorella Rieti 4

## Girone 8
- Febal Napoli-Pallacanestro Brindisi 116-88
- Febal Napoli-Banca Popolare Reggio Calabria 96-77
- Pallacanestro Brindisi-Febal Napoli 85-76
- Pallacanestro Brindisi-Banca Popolare Reggio Calabria 64-75
- Banca Popolare Reggio Calabria-Febal Napoli 86-99
- Banca Popolare Reggio Calabria-Pallacanestro Brindisi 103-90

CLASSIFICA
Febal Napoli 6 Banca Popolare Reggio Calabria 4 Pallacanestro Brindisi 2

## Ottavi di finale
9 febbraio e 8 marzo 1984
- Febal Napoli-Scavolini Pesaro 116-87 / 103-87
- Benetton Treviso-Carrera Venezia 97-100 / 79-75
- Granarolo Bologna-Star Varese 94-87 / 93-86
- Honky Fabriano-Banco Roma 74-81 / 83-95
- Berloni Torino-Jollycolombani Cantù 101-95 / 74-88
- Peroni Livorno-Indesit Caserta 91-86 / 72-79
- Cantine Riunite Reggio Emilia-Bic Trieste 81-79 / 72-70
- Simmenthal Brescia-Simac Milano 93-98 / 79-117

## Quarti di finale
4 e 11 aprile 1984
- Benetton Treviso-Febal Napoli 82-60 / 95-109
- Granarolo Bologna-Banco Roma 88-69 / 87-88
- Indesit Caserta-Jollycolombani Cantù 81-96 / 93-77
- Cantine Riunite Reggio Emilia-Simac Milano 76-79 / 71-72

## Semifinali
3 e 6 giugno 1984
- Granarolo Bologna-Benetton Treviso 85-82 / 68-69
- Indesit Caserta-Simac Milano 105-81 / 93-105

## Finale
9 giugno 1984
a Bologna
- Granarolo Bologna-Indesit Caserta 80-78

## Verdetti
- Vincitore della Coppa Italia:  Granarolo Bologna
- Formazione: Marco Bonamico, Jan van Breda Kolff, Renato Villalta, Roberto Brunamonti, Elvis Rolle, Piero Valenti, Matteo Lanza, Augusto Binelli, Maurizio Brunelli, Alessandro Daniele. Allenatore: Alberto Bucci.